# Editora Mayo, Bom Dia
Editora Mayo, Bom Dia é uma telenovela brasileira produzida e exibida pela RecordTV entre 12 de abril e 7 de agosto de 1971, em 102 capítulos, às 19h15, substituindo As Pupilas do Senhor Reitor e sendo substituída por Sol Amarelo. Baseada o argumento de Marcos Rey, foi escrita por Walther Negrão e dirigida por Carlos Manga.
Conta com Luis Gustavo, Débora Duarte, Nathalia Timberg, Mauro Mendonça, Fernando Balleroni, Rodolfo Mayer, Miriam Mehler e Geraldo Del Rey nos papéis principais.

## Produção

Nathalia Timberg em uma cena da novela.

Marcos Rey desenvolveu uma sinopse que fazia duras críticas à Editora Abril – de onde Rey foi demitido pouco tempo antes – com a história centrada numa editora chamada Maio, que seria um lugar com pessoas de péssima índole e cujo dono era um homem diabólico casado com uma mulher chamada Sultana, uma referência à esposa do dono da Abril, Silvana. Quando Paulo Machado de Carvalho, dono da Record, viu as chamadas no ar, mandou afastar imediatamente Rey da autoria, já que tinha uma boa relação com a Editora Abril e não queria exibir algo que era uma briga pessoal do autor.
Walther Negrão, que voltava à Record após o estrondoso sucesso de Antônio Maria e Nino, o Italianinho na TV Tupi, foi convocado às pressas para reescrever completamente a história, que só manteve o cenário principal na editora – que mudou o nome de Maio para Mayo para desvencilhar da indireta – e deu um direcionamento diferente para a obra, focando numa comédia romântica com toques de mistério. Segundo a biografia de Carlos Manga, Walther passou 48h seguidas sem dormir reescrevendo os primeiros capítulos para que pudessem ser regravados. Apesar de não ter tirado a liderança de A Fábrica, da TV Tupi, como era a meta da emissora, fez muito sucesso com o público e foi elogiada pela crítica.

### Escolha do elenco
Para os protagonistas, Manga convidou Luis Gustavo e Débora Duarte, que tinham feito grande sucesso como par em Beto Rockfeller dois anos antes. A Record trouxe para a novela parte do elenco da TV Excelsior que ficou desempregada após a falência da emissora em 1970, incluindo Nathalia Timberg, Mauro Mendonça, Rodolfo Mayer, Flora Geny, Sílvio de Abreu, Lídia Costa e Wilma de Aguiar.

### Censura
O estilista Clodovil Hernandes faria uma participação especial na novela, onde tiraria satisfação com o personagem Rubens, que publicaria uma nota sobre uma falsa briga entre ele e Hebe Camargo em uma grande cena de humor. No entanto a Record foi censurada e proibida de exibir a cena pelos censores da ditadura militar brasileira, sob a justificativa de que Clodovil aparecia fazendo "gestos irreverentes e obscenos" e com "jeitinho afeminado".

## Enredo
A trama se desenvolve na editora Mayo, em fase de prosperidade, com a engrenagem publicitária que cria e destrói ídolos. A concorrência egoísta por fama envolvendo artistas, fotógrafos, repórteres e modelos. Desonestidade com a reda da empresa com os sócios, intrigas, fofocas, chantagens, exploração e utilização de pessoas que querem projetar-se como artistas.
Ainda os mistérios, envolvendo o copeiro Chicão e sua filha Jô. O suspense é alastrado quando Ray também consegue emprego de copeiro, apesar de sua larga cultura. 

## Elenco
| Ator/Atriz          | Personagem                          |
| ------------------- | ----------------------------------- |
| Luis Gustavo        | Ray Pantaleão                       |
| Débora Duarte       | Jô Aguiar                           |
| Nathalia Timberg    | Maria do Carmo Mayo                 |
| Mauro Mendonça      | Mateus Prado Carvalho               |
| Fernando Balleroni  | Chicão Aguiar                       |
| Rodolfo Mayer       | Américo Mayo                        |
| Miriam Mehler       | Cláudia                             |
| Geraldo Del Rey     | Rúbem                               |
| Pepita Rodríguez    | Bia Bombshell                       |
| Flora Geny          | Helena Aguiar                       |
| Célia Helena        | Alice                               |
| Ademir Rocha        | André                               |
| Lídia Costa         | Carolina                            |
| Karin Rodrigues     | Ítala                               |
| Silvio de Abreu     | Subdelegado Damasceno Righi Salomão |
| Wilma de Aguiar     | Marta                               |
| Célia Coutinho      | Mimi                                |
| Perry Salles        | Salazar                             |
| Adriano Stuart      | Aranha                              |
| Heraldo Galvão      | Tadeu                               |
| Rúbens Moral        | Luigi                               |
| Edmundo Lopes       | Edgar                               |
| Wladimir Nikolaieff | Rodrigo                             |

### Participações especiais
| Ator/Atriz       | Personagem |
| ---------------- | ---------- |
| Sebastião Campos | Jivago     |